# دریک (کلرادو)
دریک (به انگلیسی: Drake) یک منطقهٔ مسکونی در ایالات متحده آمریکا است که در شهرستان لاریمر واقع شده‌است. دریک ۱٬۸۷۸ متر بالاتر از سطح دریا واقع شده‌است.